# Guido Weber

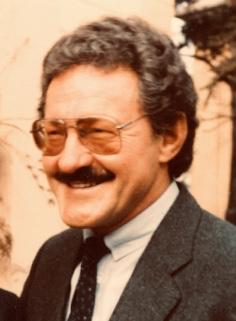
Guido Weber, 1981

Johann Guido Weber (* 5. Dezember 1930 in Kempten (Allgäu); † 2. August 2015 in Berlin) war ein deutscher Schauspieler, Kabarettist, Journalist und Hörspielsprecher.

## Leben und Wirken
Johann Guido Weber, bekannt als Guido Weber, studierte Theaterwissenschaften, Journalistik und Psychologie in München. Einer seiner Kommilitonen war Dieter Hildebrandt, mit dem er den Vorläufer der Münchner Lach- und Schießgesellschaft gründete. In diesem als Die Namenlosen bezeichneten Kabarett trat Weber von 1952 bis 1960 auf. Nach seinem Umzug nach Berlin war er u. a. bei den Wühlmäusen zu sehen. Als Theaterschauspieler wirkte er u. a. an der Schaubühne am Halleschen Ufer und gelegentlich auch an Kölner Theatern.
Über zwei Jahrzehnte lang war Guido Weber journalistisch vor und hinter der Kamera beim Sender Freies Berlin (SFB) aktiv. So moderierte er beispielsweise die bekannte Sendung Rückblende. Daneben füllte er im Laufe der Zeit immer wieder markante Episodenrollen in bekannten Fernsehserien aus. Unter seinen fast dreißig Film- und Fernsehauftritten sind Quartett im Bett von Ulrich Schamoni, Kleinstadtbahnhof, Drüben bei Lehmanns, Direktion City und Ein Mann will nach oben hervorzuheben. Zudem war er in einer kleinen Rolle als Assistent neben Heinz Erhardt und Paul Esser in Unser Willi ist der Beste zu sehen. Seine letzten Auftritte vor der Kamera absolvierte er 1985 an der Seite Dieter Hallervordens im Kinofilm Didi und die Rache der Enterbten und in der Serie Didi – Der Untermieter.
Größte Popularität erlangte Guido Weber durch seine markante Stimme. Seit 1980 sprach er den Vater der kleinen Hexe Bibi Blocksberg in der gleichnamigen Hörspielserie. Als Bernhard Blocksberg war er gelegentlich auch im Ableger Bibi und Tina sowie in der Trickfilmreihe zu hören. Seit der Jahrtausendwende trat Weber in der Rolle des Bernhard Blocksberg nurmehr sporadisch in Erscheinung. Gemeinsam mit seiner Partnerin in der Rolle der Barbara Blocksberg, Hallgerd Bruckhaus, beendete er sein Wirken mit der 90. Folge der Reihe im Jahr 2008. Sein Part wurde vom bekannten Synchronsprecher Bodo Wolf übernommen. In anderen Radio- oder kommerziellen Hörspielen war Weber verhältnismäßig selten vertreten. Auffällig ist auch seine rare Betätigung in der Film- und Fernsehsynchronisation. Bekannte Datenbanken verzeichnen nur etwa zehn Auftritte, so in zwei Episoden der Serie Remington Steele oder in der bekannten Komödie Die unglaubliche Entführung der verrückten Mrs. Stone.
Guido Weber war bis zu seinem Tode mit seiner Frau Mechthild Josefine Weber verheiratet. Er starb am 2. August 2015 im Alter von 84 Jahren in seinem Wohnort Berlin und wurde auf dem Städtischen Friedhof Zehlendorf bestattet.

## Filmografie
- 1963: Der Fall Rohrbach (Dokumentarfernsehspiel von Robert A. Stemmle)
- 1964: Jenny und der Herr im Frack (Regie: Paul Martin)
- 1968: Quartett im Bett (Regie: Ulrich Schamoni)
- 1969: Mehrmals täglich (Regie: Ralf Gregan mit Dieter Hallervorden)
- 1969: Familie Bergmann (Fernsehserie)
- 1971: Unser Willi ist der Beste
- 1972: Autos (Fernsehfilm von Heinz Schirk)
- 1973: Drüben bei Lehmanns (Fernsehserie, Episode Eine weiße Weste)
- 1973: Lokaltermin (Fernsehserie, zwei Episoden)
- 1973: Die Kriminalerzählung (Fernsehserie)
- 1974: Ermittlungen gegen Unbekannt
- 1975: Ein neuer Start (Fernsehserie)
- 1975: Beschlossen und verkündet (Fernsehserie, Episode Mitgehangen, mitgefangen)
- 1976: Ketten (Fernsehfilm von Karl Fruchtmann)
- 1976: Ein Fall für Stein (Fernsehserie), Episode Anatomie eines Betrügers
- 1976: Der Heiligenschein (Fernsehspiel von Heinz Schirk)
- 1977: Die drei Klumberger: Abschied
- 1978: Ein Mann will nach oben: Der Durchbruch
- 1985: Didi – Der Untermieter (Fernsehserie, Episode Adieu, Herr Böck)
- 1985: Didi und die Rache der Enterbten